# Aeham Ahmad

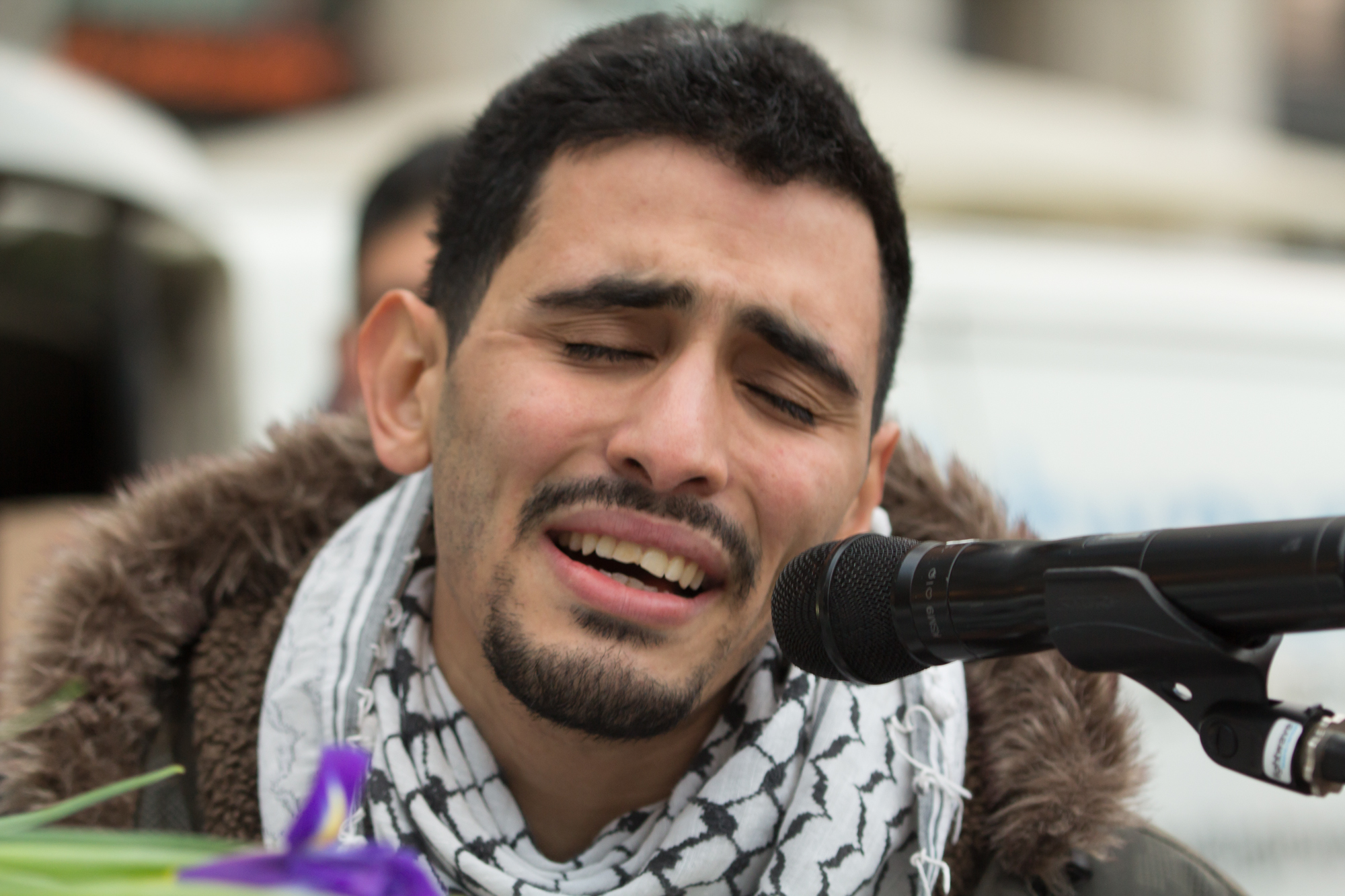
Aeham Ahmad im Januar 2016 in Köln

Aeham Ahmad (arabisch أيهم أحمد, DMG Ayham Aḥmad; auch: Aeham Al Ahmad, Aiham Ahmed; * 1988 in Jarmuk, Syrien) ist ein palästinensisch-syrischer Pianist. Internationale Bekanntheit erlangte er 2014/2015 durch seine öffentlichen Auftritte im Flüchtlingslager Jarmuk – als „Pianist in den Trümmern“ – während des Bürgerkriegs in Syrien. Inzwischen lebt Ahmad als Flüchtling in Deutschland, derzeit in Warburg.

## Leben

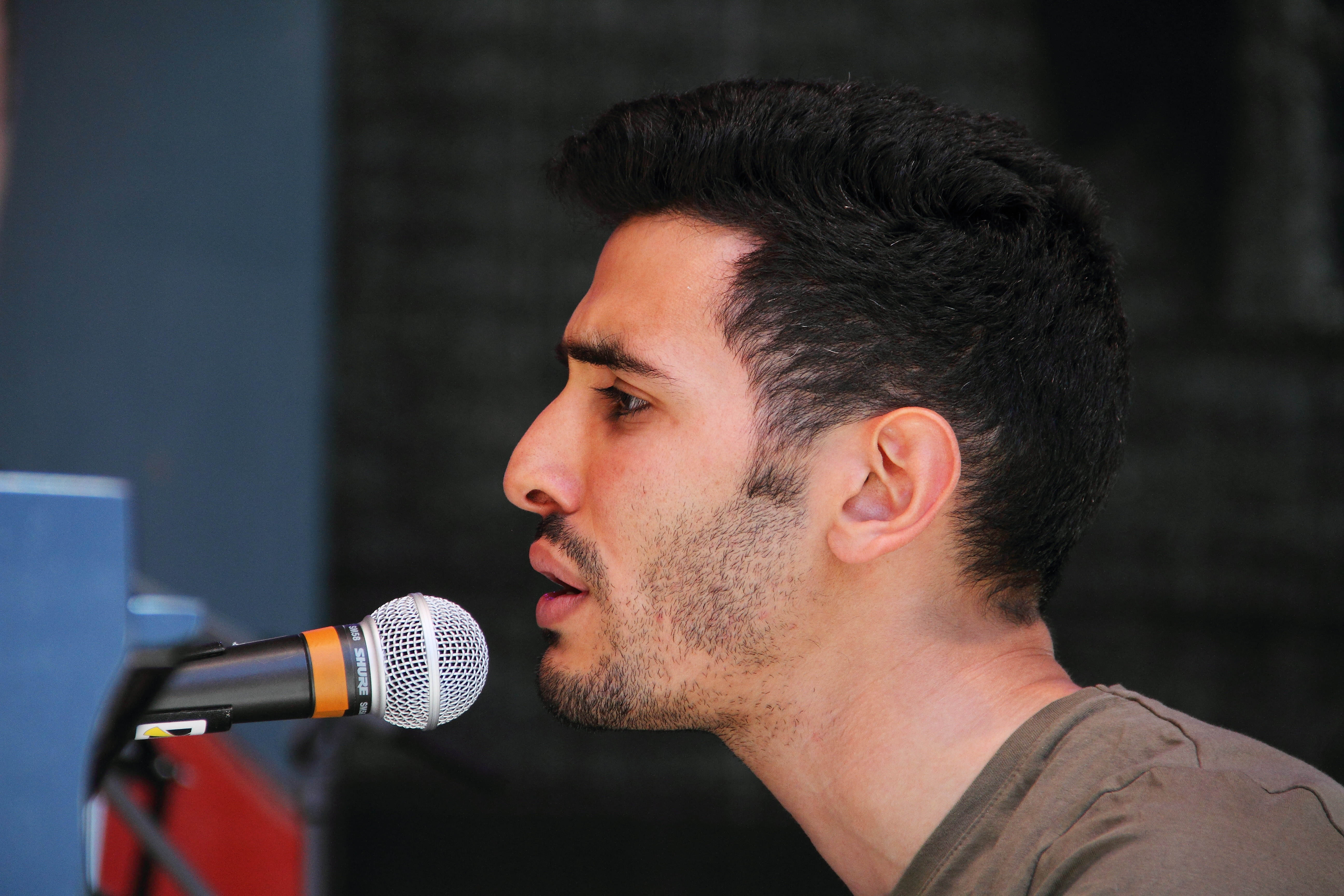
Rudolstadt-Festival 2018

Aeham Ahmad wuchs als palästinensischer Flüchtling im syrischen Flüchtlingslager Jarmuk in Damaskus auf. Seit seinem fünften Lebensjahr lernte er Klavier spielen, zunächst im Konservatorium in Damaskus, von 2006 bis 2011 studierte er an der musikalischen Fakultät der Baath-Universität in Homs.
Jarmuk war seit 2013 von verschiedenen Parteien des Bürgerkriegs umkämpft. Im Laufe von Kriegshandlungen, Belagerung und Hunger dezimierte sich die Einwohnerzahl von vorher 150.000 auf 16.000 Menschen im Jahr 2015. Während dieser Zeit transportierte Ahmad sein Klavier auf einem Anhänger oder Pick-Up und trat auf Straßen und öffentlichen Plätzen auf. Videos von diesen Auftritten, häufig vor allem mit Kindern als Publikum, wurden in sozialen Netzwerken geteilt und seine Geschichte erfuhr international Medienberichterstattung.
Nachdem das Flüchtlingslager im April 2015 von den Kämpfern des „Islamischen Staates“ eingenommen worden war, zerstörten diese bei einer Kontrolle sein Klavier. In dieser Situation entschied er sich, seine Heimat zu verlassen. Am 2. August floh er aus Jarmuk und kam über Izmir, Lesbos und die Balkanroute im September 2015 als Flüchtling nach Deutschland, wo er zunächst in einer Außenstelle der Erstaufnahmeeinrichtung des Landes Hessen in Kirchheim lebte.

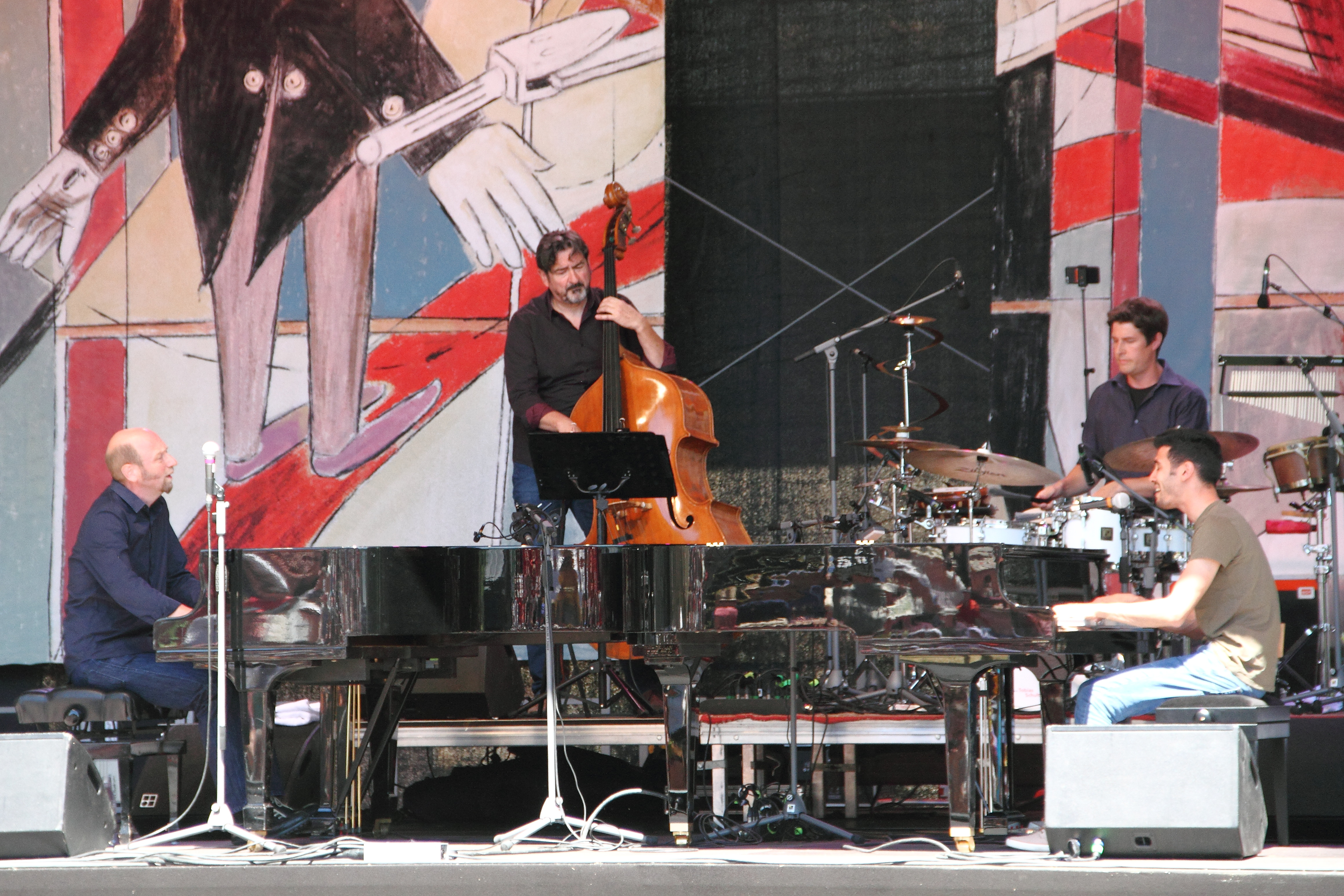
Das Ahmad-Knecht-Trio auf dem Rudolstadt-Festival 2018

2015 erhielt er in Bonn den erstmals verliehenen Internationalen Beethovenpreis für Menschenrechte, Frieden, Freiheit, Armutsbekämpfung und Inklusion – der Preis sollte ursprünglich erst 2016 zum ersten Mal verliehen werden, die Verleihung wurde aber aufgrund des „überragenden Einsatzes“ von Ahmad auf 2015 vorgezogen. Erste Auftritte in Deutschland hatte er bei einem Konzert für Flüchtlinge und ehrenamtliche Helfer in München im Oktober 2015 sowie einem Benefizkonzert zugunsten der Bochumer Flüchtlingshilfe zusammen mit den Bochumer Symphonikern. Durch einen Granatsplitter in seiner linken Hand wird ihm eine weitere Karriere als klassischer Pianist voraussichtlich versperrt bleiben.
Seit 2017 spielt er gemeinsam mit dem Edgar-Knecht-Trio – Edgar Knecht (Klavier), Rolf Denecke (Kontrabass) und Tobias Schulte (Schlagzeug). Sie entwickelten zusammen das 2017 erschienene Album Keys to Friendship, auf dem sie u. a. deutsche und arabische Volkslieder in Jazz-Arrangements interpretieren. 2017 gewannen sie den Creole – Global Music Contest.
Ahmad ist verheiratet und hat zwei Söhne. Seine Familie konnte im August 2016 nach Deutschland nachziehen.

## Publikationen
- Und die Vögel werden singen. Ich, der Pianist aus den Trümmern. Aufgeschrieben von Sandra Hetzl und Ariel Hauptmeier. S. Fischer, Frankfurt am Main 2017, ISBN 978-3-10-397317-4.

## Diskographie
- Aeham Ahmad und Edgar Knecht: keys to friendship (o-tone music, 2017)